# 19 Batalion Saperów (LWP)
19 batalion saperów (19 bsap) – samodzielny pododdział wojsk inżynieryjnych ludowego Wojska Polskiego.
Batalion został sformowany w Sosenkach-Jajkach na podstawie rozkazu Naczelnego Dowództwa Wojska Polskiego nr 08 z 20 sierpnia 1944, jako jednostka 8 Drezdeńskiej Dywizji Piechoty. W drugiej połowie września batalion otrzymał broń i sprzęt. Szkolenie prowadzono od 2 października 1944 zgodnie z 1,5 miesięcznym programem Armii Czerwonej (42 dni szkoleniowe po 10 godzin zajęć). 21 października 1944 w Mordach żołnierze batalionu złożyli przysięgę. Od trzeciego tygodnia szkolenia prowadzono szkolenie zgrywające. Do końca grudnia 1945 zakończono szkolenie podstawowe. Od 6 do 21 stycznia 1945 prowadzono szkolenie doskonalące.

## Struktura organizacyjna
Etat 04/506

19 batalion saperów został sformowany według sowieckiego etatu Nr 04/506 samodzielnego batalionu saperów gwardii (ros. гвардейский отдельный саперный батальон).
- dowództwo
- sztab
- kwatermistrzostwo
  - wydział techniczny
  - drużyna gospodarcza
- 3 kompanie saperów a. 3 plutony saperów i drużyna zaopatrzenia

Stan etatowy batalionu liczył 254 żołnierzy, w tym 33 oficerów, 44 podoficerów i 177 szeregowych. Na wyposażeniu jednostki znajdowały się trzy samochody i jedna łódź MN.

## Działania bojowe
Pod koniec stycznia 1945 batalion rozpoczął przemieszczenie w szeregach 8 DP w kierunku Warszawy. W Warszawie batalion wziął udział w rozminowaniu. Od 21 lutego 8 DP rozpoczęła przegrupowanie na Pomorze. Miała ześrodkować się w rejonie Piły. W marszu zmieniono zadanie i miała ześrodkować się do 16 marca w rejonie Górzno, Łużnik, Ogardy. 16 marca 8 DP znalazła się pod Dobiegniewem. W dniach 20–29 marca dywizja przegrupowała się w rejon Wrocławia i tam przeszła do obrony na stokach Wzgórz Trzebnickich. 4 kwietnia 8 DP otrzymała rozkaz marszu nad Nysę Łużycką. 13 kwietnia otrzymała rozkaz do udziału w operacji łużyckiej. Miała nacierać na głównym kierunku natarcia 2 Armii WP. W tym celu 8 DP została wzmocniona 25 bsap. 16 kwietnia o 4:00 dywizja sforsowała Nysę i uderzyła na pozycje niemieckie. W czasie marszów dywizyjny 19 bsap przemieszczając się na kierunku działania dywizji prowadził rozpoznanie dróg i rejonów ześrodkowania. Trzeba było wielokrotnie kontrolować drogi ze względu na wycofujące się oddziały niemieckie i ponowne minowanie. Batalion naprawiał także drogi i obiekty drogowe oraz wzmacniał je. W czasie przygotowania do natarcia batalion przygotowywał się do forsowania przeszkody wodnej. Wykonywał łodzie desantowe dla piechoty (DSŁ), gromadził elementy drewniane do budowy mostów niskowodnych. W pasie natarcia 8 DP była duża liczba rzek różnej szerokości, kanałów i jezior łączonych kanałami. Główny pas obrony miał głębokość 30–35 km. Batalion miał zadanie rozpoznania przeszkód wodnych, podejść do nich, rozpoznania zapór nieprzyjaciela, przygotowanie materiałów podręcznych do pokonania przeszkody wodnej. W czasie natarcia jedna kompania 19 bsap działała jako oddział zaporowy dywizji. W natarciu pododdziały 19 bsap i przydzielonego 25 bsap wykonywały przejścia w polach minowych własnych i polach minowych nieprzyjaciela. Dywizja w pierwszych dwóch dniach operacji nie wykonała zadań dziennych. Dopiero 18 marca opanowała Niesky. Od 28 kwietnia do 4 maja 8 DP pozostawała w obronie. Od 7 maja wzięła udział w operacji praskiej, działając w drugim rzucie 2 Armii WP. 12 maja 1945 batalion zakończył szlak bojowy w rejonie: Konojedy, Úštěk, Libesice. Straty batalionu w czasie działań bojowych wyniosły 9 zabitych i 16 rannych.

## Okres powojenny

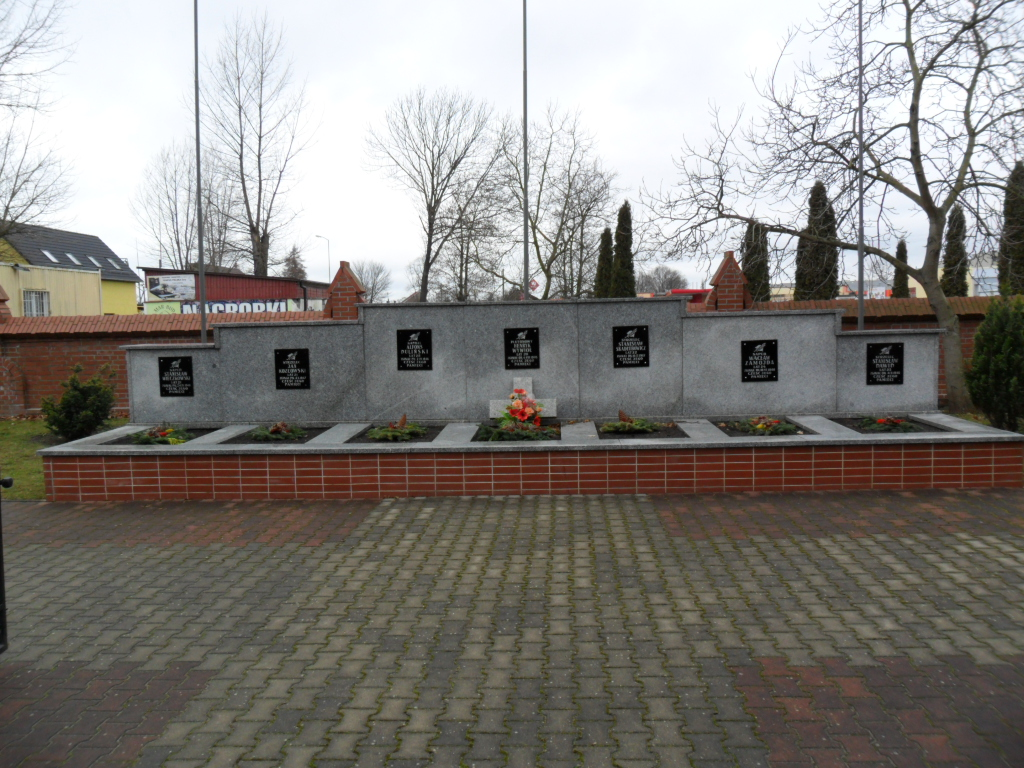
Groby saperów na cmentarzu komunalnym w Gubinie, którzy zginęli podczas rozminowania miasta.

13–15 maja rozpoczął się marsz 8 DP do kraju. 19 bsap zabezpieczał marsz dywizji. 20 maja 8 DP otrzymała rozkaz obsadzenia wschodniego brzegu Odry od Frankfurtu do Nowej Soli. 23 maja 8 DP skoncentrowała się w rej. Namysłów, Oleśnica, Syców, Kępno, Ostrzeszów. 28 maja 8 DP obsadziła granicę. Pełniła służbę graniczną od ujścia Nysy do Mużakowa. 1 Armia otrzymała rozkaz zagospodarowania ziem zachodnich nad Odrą i Nysą Łużycką oraz rozminowania tych terenów. Batalion został przydzielony do rejonu rozminowania nr 5. Rozminowywał Ziemię Lubuską w okolicach Gubina i Lubska, Krosna Odrzańskiego i południową część MRU, a taką rubież rzeki Bóbr do Bobrowic oraz Żary, Żagań i Głogów. W połowie lipca 1945 batalion został wsparty kompanią niemieckich jeńców saperów w sile ok. 90 ludzi. Minerzy niemieccy ulegali częstym wypadkom. Po analizie okazało się, że znaczna liczba Niemców nie była saperami. Woleli jednak rozminowywać, niż siedzieć w niewoli. W pododdziałach przeprowadzono szkolenie i zajęcia instruktażowe z zakresu przeszukiwania i unieszkodliwiania min. Instruktorami szkolenia byli podoficerowie niemieccy. Saperami bezpośrednio kierowali oficerowie i podoficerowie niemieccy. Dowódcami pododdziałów byli Polacy. W lipcu 1945 8 DP podporządkowano 1 Armii WP.
19 batalion rozminowywał Ziemię Lubuską w okolicach Gubina i Lubska, Krosna Odrzańskiego i południową część MRU, a także rubież rzeki Bóbr do Bobrowic oraz Żary, Żagań i Głogów. Do 12 czerwca 1945 8 DP przekazała swój rejon 11 DP i weszła w skład 1 Armii WP. Została przerzucona na granicę południową Polski i zaczęła ochraniać granicę od Piwnicznej do Użok. 19 bsap znalazł się w okolicach Krosna i stacjonował w m. Miejsce Piastowe. 8 DP otrzymała do rozminowania odcinek od Popradu i Dunajca, wzdłuż granicy z ČSR do granicy z ZSRR. Od północy odcinek był ograniczony miejscowościami: Zakliczyn, Pilzno, Strzyżów, Dynów, Przemyśl. Odcinek miał 8175 km kw. Batalion został wzmocniony plutonami saperów trzech pułków dywizyjnych: 32, 34 i 36 pp i liczył 300 ludzi, z tego etatowych 203 żołnierzy. Miał zakończyć rozminowanie rubieży nad Wisłoką od m. Brzostek do Przełęczy Dukielskiej. Pocięty i porośnięty teren utrudniał rozminowanie. Batalion rozminowywał rejon w okolicach Jasła, powiaty Lesko i Krosno, a także przełęcze górskie. W lipcu i sierpniu 1945 budował dwa mosty w okolicach Krynicy i Grybowa. We wrześniu odblokowywał zaczopowane przez Niemców betonem szyby naftowe w rej. Gorlice. W czasie wykonywania tych zadań przy rozminowaniu było zajętych tylko ok. 35% żołnierzy. Do końca października saperzy 8 DP usunęli i zniszczyli 46 705 min, a w całym 1945 91 640 szt. W okresie do końca 1945 przekazano administracji 209 rozminowanych miejscowości w tym: Jasło, Krosno, Gorlice i Nowy Sącz. Część pól minowych których nie udało się rozminować zostało ogrodzonych, oznaczonych i pozostawionych do likwidacji wiosną 1946 W 1945 wyróżnili się w pracach: sierż. Julian Szumiel – zlikwidował 7900 min, kpr. Stanisław Łojek – 7000 min (zginął wiosną 1946), plut. Józef Orłowski – 5000 min.
W 1945, w trakcie rozminowania, zginęło jedenastu żołnierzy batalionu, a kolejnych ośmiu zostało ciężko rannych.
W 1946, w okresie „powtórnego rozminowania”, 19 bsap brał udział w akcji w ramach sił Krakowskiego Okręgu Wojskowego, razem z 13 bsap 6 DZ. Batalion był od 5 marca 1946 zakwaterowany w Krośnie i rozminowywał silnie zaminowane południowe połacie województwa rzeszowskiego. W województwie rzeszowskim były w 1946 pola minowe i grupy min głównie na byłych liniach obrony, w tym na Przełęczy Dukielskiej zw. Doliną Śmierci. Już w lutym batalion uczestniczył w ochronie mostów na Wisłoku i Dunajcu przed spływem lodów. Niszczył i usuwał także miny wykryte przez okres zimy na drogach, szczególnie w rejonie mostów. W drugiej połowie lutego batalion odbudowywał cztery mosty kolejowe i dwa drogowe w rejonach Sanoka, Leska, Olszanicy i Stefkowej. W okresie wiosennym batalion prowadził rozminowanie dwoma kompaniami, a jesienią jedną, w rejonach już poprzednio oczyszczanych. Oczyszczano w 1946 w pierwszej kolejności pola uprawne, łąki i pastwiska oraz kępy nad rzekami. Pododdziały pracowały w takich rejonach jak: Roztoki, Glinnik, Zimna Woda, Szczerbiniec, Czelaśnica, Żmigród Stary, Lubla, Sieklówka, Lubickie Rzeki i Łysa Góra w „Dolinie Śmierci”. W 43 miejscowościach batalion usunął blisko 100 tys. min różnych i zniszczył ponad 12 tys. pocisków. Podczas rozminowania w 1946 batalion stracił 4 saperów.
W 1947 19 bsap uczestniczył w działaniach Grupy Operacyjnej „Wisła”. Batalion pozostawał w gotowości do działania bojowego, jednocześnie przygotowywał się do rozminowania. Rozminowania w związku z walkami z UPA na większą skalę nie prowadzono. W czerwcu rozpoczęto rozminowanie ograniczonymi siłami, a batalion prowadziły je do 10 lipca. Następnie kontynuował rozminowanie od 3 sierpnia do 19 października w powiatach: Jasło i Krosno. Zebrał w tym czasie i zniszczył 13395 min oraz 10870 pocisków i różnej amunicji. Zginęło 2 saperów; rannych zostało także dwóch saperów.
W 1948 batalion rozminowywał tereny Pomorza Zachodniego m.in. Unieście, Szczecinek, Wałcz, Kołobrzeg, Człuchów, Złotów, Kutno, Skierniewice.
W sumie 19 bsap zniszczył ok. 40 tys. bomb lotniczych, 206 tys. min i ok. 600 tys. pocisków i amunicji większych kalibrów. Rozminował 30 mostów drogowych i kolejowych, oczyścił z min 204 osiedla i obiekty oraz ponad 2000 km² terenu. Łącznie batalion stracił 19 żołnierzy, tym 3 oficerów, 3 żołnierzy odniosło rany. 19 bsap należy do tych jednostek saperskich, które oprócz 18 bsap poniosły największe straty.
W czasie prowadzonej akcji rozminowania pododdziały batalionu zmuszone były brać udział w zwalczaniu oddziałów UPA i rodzimego podziemia. Walczył też w składzie Grupy Operacyjnej „Rzeszów” i „Wisła”. Przyczynił się do likwidacji kilku grup UPA, w tym grupy „Steina”, zdobywając przy tym wiele broni i amunicji. W walkach z UPA i podziemiem zbrojnym rannych zostało 5 żołnierzy.
Przebywając na Podkarpaciu batalion uczestniczył w akcjach powodziowych i przeciwlodowych broniąc mostów na Dunajcu, Wisłoku, Wisłoce, Sanie, Osławie, Jasiołce i innych. Niósł pomoc powodzianom. W ramach prac na rzecz gospodarki batalion odbudował 21 mostów drogowych i kolejowych, naprawił 35 km dróg stałych.
Po reorganizacji związków taktycznych batalion wchodził kolejno w skład 8 Drezdeńskiej Dywizji Zmechanizowanej i 8 Bałtyckiej Dywizji Obrony Wybrzeża. Stacjonował w Unieściu.

## Obsada personalna
Dowódcy batalionu
- mjr Wiktor Szarykow[9]
- kpt. Stefan Smarżewski[9][a]
- Władysław Wiśnioch
- Marian Gruk
- Zbigniew Merkułowski
- Maciej Kondakow
- mjr Jan Kuźmicz (1963–1967)
- Jan Dębski
- Zdzisław Janiszewski
- ppłk dypl. inż. Henryk Sukurenko (1986–1994)